# Dolichoris flabellata
Dolichoris flabellata är en stekelart som beskrevs av Wiebes 1979. Dolichoris flabellata ingår i släktet Dolichoris och familjen fikonsteklar.
Artens utbredningsområde är:
- Etiopien.
- Gabon.

Inga underarter finns listade i Catalogue of Life.